# Манассия де Даммартен
Манассия (Манассе) де Даммартен (фр. Manassès de Dammartin), по прозвищу Лысый (лат. Calvus; ум. 15 декабря 1037) — первый граф Даммартена.

## Биография
Сын Хильдуина II, сеньора де Рамрю, графа Арси-сюр-Об.
Женой Манассии была Констанция — предполагаемая дочь французского короля Роберта II от его третьей жены Констанции Арльской. После свадьбы получил шателению Даммартен, возведенную в статус графства. Документальных подтверждений того, что Манассес был женат на дочери короля, нет.
Манассес погиб 15 декабря 1037 года в битве при Орнеле (Бар-ле-Дюк), когда его союзник граф Блуа Эд II после смерти короля Рудольфа III, пытаясь завладеть короной Бургундии, пошёл войной на герцога Лотарингии.

## Семья
Известно четверо его детей:
- Аделаида, жена Гуго де Гурне, синьора Гурне-ан-Бре. Имела потомство.
- Эсташ, жена Жоффруа де Этрепаньи, синьора Этрепаньи. Имела потомство.
- Эд, граф Даммартена
- Гуго I, граф Даммартена, был женат и оставил потомство.